# Epacris acuminata
Epacris acuminata är en ljungväxtart som beskrevs av George Bentham. Epacris acuminata ingår i släktet Epacris och familjen ljungväxter. Inga underarter finns listade i Catalogue of Life.